# François-Auguste Mouzon
 (décembre 2021).
Si vous disposez d'ouvrages ou d'articles de référence ou si vous connaissez des sites web de qualité traitant du thème abordé ici, merci de compléter l'article en donnant les références utiles à sa vérifiabilité et en les liant à la section « Notes et références ».
François-Auguste Mouzon (Musson 9 février 1822 - Bruges 18 novembre 1896) fut directeur d'école en Belgique et auteur de nombreux livres scolaires.

## Famille
Mouzon appartenait à une famille d'instituteurs. Son grand-père Mouzon était instituteur. Son père était l'unique instituteur du village luxembourgeois de Musson, son oncle était instituteur à Longwy, deux oncles nés d'un deuxième mariage du grand-père étaient instituteurs, les frères de François-Auguste, Hyacinthe, Jean-Baptiste et Joseph étaient instituteurs. Son choix pour la même profession semblait donc tout indiqué.
Il était le fils de Dominique Mouzon (1786-1863) et de Béatrix François (1789-1878), qui eurent dix enfants, desquels il fut le quatrième. Il épousa à Saint-Hubert Esther Huart (1809-1890) et ils eurent un fils et deux filles.

## Biographie
Ayant achevé ses études à Longwy et Virton et avoir obtenu le diplôme d'instituteur, il fut en 1841, à l'âge de dix-neuf ans, nommé instituteur en chef à l'école communale de Saint-Hubert. Il y publia sa première étude, consacrée à l'ancienne abbaye de Saint-Hubert.
En 1850, lors de l'entrée en vigueur de la nouvelle loi sur l'enseignement primaire, il fut très déçu de ne pas être nommé le directeur de l'école moyenne qui se créait à Saint-Hubert. Il fit jouer ses relations libérales et fut bientôt nommé directeur de l'école moyenne à créer à Braine-le-Comte. En 1862 il fut promu en tant que directeur de l'école moyenne dans une plus grande ville, celle de Bruges. Il la dirigea jusqu'en 1885. De 1864 à 1889 il dirigea également l'école industrielle de la ville de Bruges. Son appartenance à la mouvance libérale ne l'empêchera pas d'entretenir des bonnes relations avec les dirigeants de la ville, appartenant à partir de 1876 à une majorité issue du parti catholique, et de bénéficier de leur confiance.
Mouzon adhérait aux idées libérales et était proche du parti libéral. Il publia bon nombre d'articles dans Le Journal d'Arlon, journal luxembourgeois libéral. A Bruges il fut un collaborateur régulier, quoique anonyme, de L'Impartial de Bruges et de L'Avenir des Flandres. De cette deuxième feuille il fut, en 1869, un des cofondateurs. Mouzon se remémora dans ses 'Souvenirs' qu'il avait fourni tant d'articles consacrés à des thèmes politiques ou littéraires, que, rassemblés, ils auraient donné matière à un gros volume.
Bientôt Mouzon s'attela à la rédaction de livres scolaires, pour lesquels la demande était forte. Il publia tant les manuels de base pour les élèves, que les livres d'accompagnement pour les maîtres. Ces livres furent pour la plupart couronnés de succès et connurent de nombreuses réimpressions. L'un d'entre eux, le Devoirs grammaticaux atteignit un tirage global de 300.000 exemplaires. C'est aux livres scolaires, témoigna-t-il plus tard, qu'il devait sa fortune.
À l'âge de la retraite, entre 1888 et 1896, Mouzon écrivit ses souvenirs, faisant la part belle à ses souvenirs de jeunesse. Le texte en fut conservé et a été publié sous le titre Mes Souvenirs, à Bruges en 2013.

## Publications

### Histoire
- Précis de l’histoire chronique de l’abbaye de Saint-Hubert en Ardenne, suivi d’une notice sur l’église abbatiale, Dessain, Liège, 1852.
- Le Conteulx Cantelou et la langue de St Charles d’Espagne ou épisode de l'histoire de St. Hubert, Dessain, Liège, 1850.
- De la hiérarchie et de l’avancement dans l’enseignement primaire, Daveluy, Bruges, 1867.
- Des méthodes et des livres de lecture dans l’enseignement primaire depuis 1800 jusqu’à nos jours, Guens-Seaux, Bruges, 1879.
- Franzenberg ou le travail et la vertu récompensés, histoire romancée, Dessain, Liège, 1856

### Livres scolaires
- Devoirs grammaticaux à l’usage des écoles primaires, des écoles moyennes et des persionnats – Partie de l’élève, Dessain, Liège, 1848 (rééditions 1850, 1851, 1866, 1877, 1879).
- Devoirs grammaticaux à l’usage des écoles primaires, des écoles moyennes et des pensionnats – Partie du maître, Dessain, Liège, 1850 (rééditions 1851, 1855, 1874)
- Devoirs syntaxiques à l’usage des écoles moyennes et des divisions supérieures des écoles primaires – Partie de l’élève, Dessain, Liège, 1853 (rééditions 1855, 1864, 1877)
- Devoirs syntaxiques à l’usage des écoles moyennes et des divisions supérieures des écoles primaires – Partie du maître, Dessain, Liège, 1853 (rééditions 1860, 1864)
- Eléments de grammaire française d’après la méthode euristique, combinée avec la méthode dogmatique, à l’usage des écoles primaires, des sections préparatoires annexées aux écoles moyennes et des pensionnats, Dessain, Liège, 1857 (rééditions 1858, 1868, 1872, 1879)
- Devoirs de style et de composition française à l’usage des écoles moyennes, des écoles régimentaires, des pensions et des divisions supérieures des écoles primaires, Dessain, Liège, 1856
- Devoirs de style et de composition française à l’usage des écoles moyennes, Dessain, Liège, 1861 (rééditions 1862)
- Arithmétique élémentaire, raisonnée et appliquée, suivi des premiers éléments d’algèbre de Jean Nicolas Noël, revue et simplifiée par Mouzon, Dessain, Liège, 1862 (rééditions 1864, 1872)
- (avec Joseph Mouzon), Petit cours méthodique de géographie élémentaire, Dessain, Luik, 1864 (rééditions 1864, 1866, 1869, 1873, 1880)
- (avec Joseph Mouzon), Cours méthodique de géographie élémentaire, Dessain, Luik, 1867 (rééditions 1869, 1873)
- Devoirs de style et de composition française d’un degré supérieur, Dessain, Liège, 1871
- Exercices d’instruction et leçons de choses préparatoires aux exercices d’élocution et de style, à l’usage des écoles primaires, des écoles moyennes et des pensionnats, Dessain, Liège, 1872
- Eléments de lecture française d’après une méthode de classification simple, naturelle et graduée à l’usage des écoles primaires, Callewaert frères, Bruxelles, 1878.
- (avec Alexis Callewaert), Biographies tirées de l’histoire générale à l’usage des écoles moyennes,
- (avec A. Lallemand), Précis de l’histoire de Belgique, Dessain, Liège, 1880

## Littérature
- Bibliographie nationale de Belgique, Bruxelles, 1868, 1872, etc.
- F. WILLEMS, François Mouzon, dans: De Nieuwe School- en Letterbode, août 1874.
- In memoriam François-Auguste Mouzon, dans: Journal de Bruges 19 et 21 novembre 1896.
- Jan SCHEPENS, François-Auguste Mouzon, dans: Tijdschrift RMS Brugge, mars 1959.
- Lexicon van Westvlaamse schrijvers, Tome 5, Torhout, 1988.